# ビュル・オジエ
ビュル・オジエ （Bulle Ogier, 1939年8月9日 - ） は、フランスの女優。日本ではビュル・オジェとも表記されがち。これまでに100本以上の作品に出演している。

## 来歴
1939年8月9日、ブローニュ＝ビヤンクールでマリー＝フランス・ティエランとして生まれる。1960年代初めに演出家のマルク'Oと出会い、舞台女優として活動する。
1968年、マルク'Oが自身の舞台を映画化した『アイドルたち』の主演に起用され、長編映画デビュー。
翌1969年にはジャック・リヴェットの大作『狂気の愛』に主演。以後、リヴェットの作品の常連となる。
1971年に出演したアラン・タネールの『サラマンドル』での演技が高く評価され、全米映画批評家協会女優賞にノミネートされた。翌1972年にはルイス・ブニュエルの『ブルジョワジーの秘かな愉しみ』に出演。1974年にはリヴェットの『セリーヌとジュリーは舟でゆく』の脚本を共同で執筆。1981年にはリヴェットの『北の橋』で娘のパスカル・オジエと共演した。
1991年、グザヴィエ・ボーヴォワの『Nord』に出演し、翌1992年にヨーロッパ映画賞の助演女優賞にノミネートされた。1994年には『だれも私を愛さない!』の演技でロカルノ国際映画祭特別賞を受賞した。1999年に出演した『エステサロン/ヴィーナス・ビューティ』では、翌2000年のセザール賞で助演女優賞にノミネートされた。
2006年にはマノエル・ド・オリヴェイラがルイス・ブニュエルの『昼顔』（1966年）の続編として製作した『夜顔』に出演し、カトリーヌ・ドヌーヴが演じた役を務めた。同年、モントリオール世界映画祭でアメリカ特別大賞を受賞した。
2015年、『Boomerang』で5年ぶりに長編劇映画に出演した。
一方で、舞台女優としても活動を続けており、マルグリット・デュラス作品や、クロード・レジ、パトリス・シェロー、リュック・ボンディらが演出した話題作に出演。2017年2月にはオデオン座制作の新作二人舞台「Un amour impossible」(クリスティーヌ・アンゴの同名小説の舞台化／セリー・ポト演出)でマリア・ド・メデイルシュと共演する。

### 私生活
18歳の時にビーチで出会ったミュージシャンと結婚。娘のパスカルが生まれるが、2年後に離婚。パスカルはその後女優になるが、1984年に25歳で死去する。その後、映画監督のバルベ・シュローデルと再婚した。

## 主な出演作品
| 公開年 | 邦題 原題                                                         | 役名                   | 備考                               |
| ------ | ----------------------------------------------------------------- | ---------------------- | ---------------------------------- |
| 1968年 | アイドルたち Les idoles                                           | 狂乱ジジ               |                                    |
| 1969年 | 狂気の愛 L'amour fou                                              | クレア                 | 全米映画批評家協会女優賞ノミネート |
| 1971年 | サラマンドル La salamandre                                        | ロズモンド             | 全米映画批評家協会女優賞ノミネート |
| 1971年 | アウト・ワン Out 1, noli me tangere                               | ポーリーヌ、エミリー   |                                    |
| 1972年 | ラ・ヴァレ La vallée                                              | ヴィヴィアーヌ         |                                    |
| 1972年 | ブルジョワジーの秘かな愉しみ Le charme discret de la bourgeoisie  | フロランス             |                                    |
| 1974年 | アウト・ワン スペクトル Out 1: Spectre                            | ポーリーヌ、エミリー   |                                    |
| 1974年 | ラ・パロマ La Paloma                                              | イシドールの母         |                                    |
| 1974年 | セリーヌとジュリーは舟でゆく Céline et Julie vont en bateau       | カミーユ               | 兼脚本                             |
| 1974年 | マリアージュ Mariage                                              | ジャニーン・ティエリー |                                    |
| 1976年 | デュエル Duelle, une quarantaine                                  | ヴィヴァ               |                                    |
| 1981年 | 北の橋 Le pont du Nord                                            | マリー                 | 兼脚本                             |
| 1981年 | マルグリット・デュラスのアガタ Agatha et les lectures illimitées  | アガタ                 |                                    |
| 1981年 | カンヌ映画通り Notre Dame de la Croisette                         |                        |                                    |
| 1987年 | キャンディ・マウンテン Candy Mountain                             | コーネリア             |                                    |
| 1989年 | 彼女たちの舞台 La bande des quatre                                | コンスタンス           |                                    |
| 1994年 | だれも私を愛さない! Personne ne m'aime                            | フランソワーズ         | ロカルノ国際映画祭特別賞受賞       |
| 1994年 | 天使が隣で眠る夜 Regarde les hommes tomber                        | ルイーズ               |                                    |
| 1996年 | イルマ・ヴェップ Irma Vep                                         | ミレーユ               |                                    |
| 1998年 | 悪魔の破片 Shattered Image                                        | フォード夫人           |                                    |
| 1999年 | 嘘の心 Au coeur du mensonge                                       | イヴリン               |                                    |
| 1999年 | エステサロン/ヴィーナス・ビューティ Vénus beauté （institut)      | ナディーヌ             | セザール賞助演女優賞ノミネート     |
| 2006年 | 夜顔 Belle toujours                                               | セヴリーヌ・セルジー   |                                    |
| 2007年 | ランジェ公爵夫人 Ne touchez pas la hache                          | ブラモン＝ショーヴリ妃 |                                    |
| 2010年 | 汽車はふたたび故郷へ Chantrapas                                   | カトリーヌ             |                                    |
| 2010年 | ダニエル・シュミット―思考する猫 Daniel Schmid - Le chat qui pense |                        | ドキュメンタリー                   |
| 2015年 | ミモザの島に消えた母 Boomerang                                    | ブランシュ・レイ       |                                    |
| 2015年 | Encore heureux                                                    | ルイーズ、マリーの母   |                                    |